# Coulouba Sogoré
Coulouba Sogoré, née le 3 juin 1997, est une footballeuse malienne qui évolue au poste de défenseur dans l'équipe nationale féminine du Mali. Elle joue aussi pour l'AS Real au Mali et pour l'AJ Auxerre en France.

## Biographie
Coulouba Sogoré nait le 3 juin 1997 à Koulikoro au Mali.
Joueuse au poste défenseur du Mali à la Coupe d'Afrique des Nations féminine 2018, disputant cinq matches, elle rejoint le club Auxerre en France après ses débuts à l’AS Real de Bamako,.